# Erica Rendler
Erica Rendler (2 de setembro de 1980) é uma jogadora de críquete americana.
Erica Rendler é jogadora da Seleção de Críquete dos Estados Unidos na modalidade feminina.